# Евсеевская
Евсеевская — деревня в Тарногском районе Вологодской области.
Входит в состав Тарногского сельского поселения (с 1 января 2006 года по 8 апреля 2009 года была центром Озерецкого сельского поселения), с точки зрения административно-территориального деления — центр Озерецкого сельсовета.
Расстояние до районного центра Тарногского Городка по автодороге — 15 км. Ближайшие населённые пункты — Киривановская, Степановская, Корчажинская, Афанасьевская, Баклановская, Михайловская, Манюковская.
По переписи 2002 года население — 50 человек (25 мужчин, 25 женщин). Преобладающая национальность — русские (98 %).